# Тіскесусе
Тіскесусе (? — 1537) — сіпа (володар) держави муїсків Бакати у 1514—1538 роках, намагався протидіяти іспанським конкістадорам. Ім'я перекладається як «Великий, що носить шляхетні прикраси на лобі».

## Життєпис
Походив із династії правителів-сіп Бакати. Був сином сестри сіпи Немекене. Останній через деякий час після сходження на трон у 1490 році призначив Тіскесусе своїм спадкоємцем та очільником провінції Чіа (родової провінції сіп).
Незабаром за дорученням Немекене очолив військо у 40 тис. вояків для приборкання повсталого касіка Фусагасуги, що той і зробив завдавши поразки в області Паска й не допустив з'єднання касіка з племенами панче. Очільників повстання було захоплено і принесено у жертву.
У 1514 році брав участь у вирішальній битві Немекене проти саке (правителя) Хунзи — Кемуінчаточи. Йому доручено було з частиною війська здійснити обхідний маневр у тил супротивника. Перемогти війська сіпи завадила нагла смерть Немекене. Тоді ж Тіскесусе змушений був очолити війська, щоб не допустити повної паніки й відступити до кордонів Бакати.
Того ж року став сіпою Бакати. Відразу Тіскесусе розпочав підготовку до вторгнення до хунзи. Втім цьому завадили урочистості біля озера Гуатавіта, що розпочалися за нащаком жерців-єшчкі. Сіпа залишив керувати володіння свого брата Сасіпу, який у відсутності Тіскесусе зумів придушити змову усаке (на кшталт князя) Убаке, що мав намір перейти на бік саке Хунзи.
У 1534 році прикордонні загони, основу яких складали гуеча, знищили іспанських конкістадорів на чолі із Хуаном Сезаром. муїскам допомогло те, що іспанців було мало, вони були виснажені важким переходом, а їхній порох промок від дощів та високогірної вологості, що звело нанівець перевагу нападників в озброєнні. Тому тіскесусе не надав значення цьому випадку.
У 1536 році Тіскесусе доручив братові очолити велику армію проти хунзи, проте незабаром отримав звістку про наближення іспанців на чолі з Гонсало хіменесо де Кесадою. Він спробував протидіяти ворогові, але зазнав невдачі. Тоді Тіскесусе наказав усім мешканцям столиці залишити її, сам відступив до Факататіви. Втім після входження іспанців до міста Муекета, наказав їх турбувати раптовими нічними атаками і засідками. Втім біля селищ Кахіка, Суба, Чіа. У результаті частина усаке перейшло на бік іспанців.
Сіпа відкинув пропозицію Кесади замиритися й визнати владу іспанського короля. За наказом Тіскесусе атаки тривали, поки іспанці не довідалися про знаходження військ сіпи й оточили їх у лісах Факататіви. Тут під час однієї з сутичок Тіскесусе було вбито: за однією версією списом, за іншою — пострілом з аркебузи.